# Тюменский государственный архитектурно-строительный университет
ФГБОУ ВПО «Тюме́нский госуда́рственный архитекту́рно-строи́тельный университе́т» — высшее учебное заведение Тюмени, основанное в феврале 1971 года. Университет готовит специалистов для всех сфер строительной отрасли. В годы ВОВ был одним из главных госпиталей Тюмени.
В ТюмГАСУ действует более 40 образовательных программ высшего профессионального образования по архитектуре, строительству, экономике, в том числе 27 специальностей, 13 направлений бакалавриата, 7 направлений магистратуры. Кроме того, реализуются программы дополнительного образования. Обучение аспирантов ведется по 14, подготовка докторантов — по 5 научным специальностям.
ТюмГАСУ имеет государственную аккредитацию и выдает дипломы государственного образца.

## Руководство вуза[2]
- Ректор ТюмГАСУ — Набоков Александр Валерьевич, кандидат технических наук, доцент
- Первый проректор ТюмГАСУ — Данилов Олег Федорович, доктор технических наук, профессор
- Проректор по учебной работе — Абдразаков Раис Ильясович, кандидат экономических наук, доцент
- Проректор по экономике и финансам — Мальцева Елена Геннадьевна, кандидат экономических наук, доцент
- Проректор по внеучебной и воспитательной работе — Вялкова Елена Игоревна, кандидат технических наук, доцент
- Проректор по международной деятельности и связям с общественностью — Погорелова Светлана Давидовна, кандидат филологических наук, доцент

## История
- 11 февраля 1971 г. создан Тюменский инженерно-строительный институт. Первым ректором ТюмИСИ был назначен канд. техн. наук, доцент Михаил Васильевич Мальцев.

 О ТГАСУ в 1974 году:

Тюменский инженерно-строительный институт открыт в феврале 1971 года. На 18 кафедрах работает 165 человек профессорско-преподавательского состава…
Оригинальный текст (рус.) Тюменский инженерно-строительный институт открыт в феврале 1971 года. На 18 кафедрах работает 165 человек профессорско-преподавательского состава. Около 2660 студентов обучаются на двух факультетах вуза — строительном и дорожно-строительном. Есть заочное и вечернее отделения.
— Тюмень. Путеводитель–справочник. Изд. 2-е, испр. и доп. Свердловск: Средне-Уральское книжное изд–во, 1974. С. 98.
- В 1993 г. на должность ректора был избран выпускник инженерно-строительного института Виктор Михайлович Чикишев.
- В 1991 г. в вузе была открыта аспирантура по ряду специальностей, а в 1997 г. — докторантура.
- В 1993 г. создан Факультет экономики и управления в связи с необходимостью подготовки экономистов, менеджеров бухгалтеров для сферы строительства.
- В 1996 г. создан Попечительский Совет академии в форме общественной организации «Тюменский региональный общественный фонд Тюменской государственной архитектурно-строительной академии».
- В 1995 г. Тюменскому инженерно-строительному институту (ТюмИСИ) присвоен статус Тюменской государственной архитектурно-строительной академии (ТюмГАСА).
- 2 апреля 1999 г. Советом Фонда было принято решение о создании некоммерческой организации «Фонд развития ТюмГАСА», зарегистрированной 18 сентября 2006 г. Главным управлением Федеральной регистрационной службы по Тюменской области, Ханты-Мансийскому и Ямало-Ненецкому автономным округам, как Фонд развития государственного образовательного учреждения высшего профессионального образования «Тюменского государственного архитектурно-строительного университета» (Фонд развития ГОУ ВПО «ТюмГАСУ»).
- В 2005 г. Тюменская государственная архитектурно-строительная академия была преобразована в университет.
- В феврале 2012 года в вузе произошла реорганизация, и на смену четырем факультетам и институту муниципального управления и сервиса пришли три института (СТРОИН, АРХИД, ИНЖЭКИ)
- В декабре 2015 года «Тюменский государственный архитектурно-строительный университет» (ТюмГАСУ) реорганизован в форме присоединения в качестве структурного подразделения к Тюменскому государственному нефтегазовому университету (ТюмГНГУ). Приказ № 1535 от 29.12.2015 «О реорганизации ТюмГНГУ и ТюмГАСУ». ТюмГНГУ был переименован в «Тюменский индустриальный университет» (Приказ №314 от 25.03.2016 «О переименовании вуза»).

## Современность[3]
- 5 учебных корпусов
- Конференц-зал
- Информационно-библиотечный центр
- Три благоустроенных общежития (1 200 мест)
- Студенческий клуб
- Спортивный комплекс «Зодчий» (с бассейном и двумя спортивными залами)
- Концертный зал
- Здравпункт
- 2 столовые, кафе, буфеты, пиццерия, кофейня

Корпуса:
В 2003-м введен в эксплуатацию инженерно-лабораторный корпус площадью 11 500 кв. м.
В 2006 г. состоялось открытие музея университета, расположенного в главном корпусе ТюмГАСУ
В марте 2007 г. прошло открытие спортивного комплекса «Зодчий» с бассейном и киноконцертным залом.
В 2011 году открыт информационно-библиотечный центр, площадью более 5500 кв.м. с электронным читальным залом, залом для видео-конференц-связи, мультимедийными учебными аудиториями, типографией с компьютерным полиграфическим оборудованием.

## Международная деятельность
С 1996 года университет является членом Европейской ассоциации по международному образованию. У ТюмГАСУ сложилось тесное сотрудничество с немецкой службой академических обменов образовательными программами.
Подписаны соглашения с вузами-партнерами:
- Гродненский государственный университет имени Я. Купалы (Беларусь)
- Северо-Казахстанский государственный университет им. М. Козыбаева
- Международная Академия экономики и права (г. Монтре, Швейцария)

## Студенческая жизнь

### Студенческий совет «Перспектива»
В университете действует Студенческий совет «Перспектива», в который входят:
- Объединенный студенческий совет общежитий
- Художественный совет
- Педагогический отряд «Контакт»
- Отряд охраны правопорядка
- Спасательный отряд «Адреналин»
- Редакция студенческого журнала «СтройАк»
- Добровольчество ТюмГАСУ
- Объединение координаторов ТюмГАСУ
- Туристический клуб «Серпантин»
- Медиа-группа «Корень из десяти»
- Служба этикета

### Кружки
В стенах ТюмГАСУ действуют студенческие кружки:
- Театральная студия «БЫТЬ»
- Театр моды «Клетка»
- Театр танца «Абрикос»
- Вокальная студия «Милори»
- Фристайл-команда «All for one»
- Стиль-студия «Кружева»
- Клуб дебатов и интеллектуальных игр
- Театральная студия «Май»
- Театральная студия «Луна»

Любителям активного отдыха предлагаются 65 спортивных секций.

### Традиционные мероприятия
Традиционные мероприятия ТюмГАСУ:
- Ярмарка выпускников
- «Неделя первокурсника» и « Дебют первокурсника»
- Выездная школа студенческого актива «ЛИДЕР»
- Конкурсы «Королева ТюмГАСУ» и «Мистер ТюмГАСУ»
- «Дни национальных культур»
- Проект для школьников старших классов «Погружение»
- Конкурс «Студенческая весна»
- Благотворительные акции для детей-сирот «А давай устроим Чудо!»
- Благотворительная акция для одиноких пожилых людей «Тёплый шарф»
- Недели здоровья
- Чемпионат по технике спасательного туризма
- Итоговое мероприятие -концерт для лучших спортсменов «Спортивный Олимп»
- Спортивно-развлекательное мероприятие «Последний герой общаги»
- Игры КВН
- Туристические походы (Алтай, Байкал, Крым)
- Отдых за границей (Чехия, Скандинавия, Испания)

## Образование

### Институты
В структуру университета входят 3 института, ведущих обучение по 14 направлениям:
 Строительный институт (СТРОИН)
- Строительство
- Энерго и ресурсосберегающие процессы в химической технологии, нефтехимии и биотехнологии

 Институт архитектуры и дизайна (АРХИД) 
- Архитектура
- Дизайн архитектурной среды

 Инженерно-экономический институт (ИНЖЭКИ) 
- Экономика
- Менеджмент
- Управление персоналом
- Государственное и муниципальное управление
- Сервис
- Торговое дело
- Землеустройство и кадастры
- Теплоэнергетика и теплотехника
- Информационные системы и технологии
- Техносферная безопасность

### Филиал
Филиал ТюмГАСУ расположен в городе Тобольске Тюменской области (https://web.archive.org/web/20130626015209/http://tfgasu.ru/)

### Кафедры
- Кафедра автомобильных дорог и аэродромов
- Кафедра архитектурного проектирования
- Кафедра водоснабжения и водоотведения
- Кафедра геодезии и фотограмметрии
- Кафедра начертательной геометрии и графики
- Кафедра строительного производства
- Кафедра строительной механики
- Кафедра строительных конструкций
- Кафедра строительных материалов
- Кафедра теплогазоснабжения и вентиляции
- Кафедра физической культуры и спорта
- Кафедра общей и специальной химии
- Кафедра физики
- Кафедра проектирования зданий и градостроительства
- Кафедра геотехники
- Кафедра автомобильного транспорта, строительных и дорожных машин
- Базовая кафедра ОАО «Газпром нефть»
- Кафедра архитектуры и дизайна
- Кафедра дизайна архитектурной среды
- Кафедра информатики и информационных технологий
- Кафедра землеустройства и кадастра
- Кафедра промышленной теплоэнергетики
- Кафедра техносферной безопасности
- Кафедра экономики
- Кафедра бухгалтерского учета, анализа и аудита
- Кафедра менеджмента
- Кафедра иностранных языков
- Кафедра математики
- Кафедра государственного и муниципального управления и права
- Кафедра гуманитарных и социальных наук